# .eco

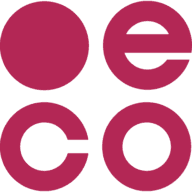
Logo domeny najwyższego poziomu .eco

.eco – internetowa domena najwyższego poziomu, przeznaczona dla serwisów związanych tematycznie z ekologią. Domena została zatwierdzona przez ICANN 8 lipca 2016 roku. Dodana do serwerów głównych w sierpniu 2016 roku.